# Trichillum morellii
Trichillum morellii là một loài bọ cánh cứng trong họ Bọ hung (Scarabaeidae).